# Zbigniew Ziobro
Zbigniew Tadeusz Ziobroⓘ (ur. 18 sierpnia 1970 w Krakowie) – polski polityk i prawnik. Współzałożyciel i prezes Suwerennej Polski (w latach 2012–2023 pod nazwą Solidarna Polska).
Poseł na Sejm IV, V, VI, VIII, IX i X kadencji (2001–2009, od 2015), deputowany do Parlamentu Europejskiego VII kadencji (2009–2014). W latach 2005–2007 minister sprawiedliwości i prokurator generalny w rządach Kazimierza Marcinkiewicza i Jarosława Kaczyńskiego, w latach 2015–2023 minister sprawiedliwości w rządach Beaty Szydło oraz Mateusza Morawieckiego, w latach 2016–2023 ponownie prokurator generalny. Jest osobą, która najdłużej sprawowała urzędy ministra sprawiedliwości i prokuratora generalnego w historii III RP.

## Życiorys

### Wykształcenie i praca zawodowa
W 1994 ukończył studia na Wydziale Prawa i Administracji Uniwersytetu Jagiellońskiego. Po studiach odbył aplikację prokuratorską w Prokuraturze Okręgowej w Katowicach. W 1997 zdał egzamin prokuratorski, jednak nigdy nie podjął pracy jako prokurator czy asesor prokuratury. Po ukończeniu studiów był zatrudniony m.in. w Generalnym Inspektoracie Celnym w latach 1998–2000. Następnie był doradcą ministra spraw wewnętrznych i administracji Marka Biernackiego.
W drugiej połowie lat 90. opublikował kilka artykułów z zakresu prawa karnego, m.in. w „Rzeczpospolitej”. W 1999 razem z Witoldem Gadowskim założył w Krakowie Stowarzyszenie Katon oraz utworzył Centrum Pomocy Ofiarom Przestępstw.

### Działalność polityczna

#### Działalność do 2005
Od grudnia 2000 pełnił funkcję sekretarza zespołu ds. nowelizacji kodyfikacji prawa karnego w Ministerstwie Sprawiedliwości. Od marca do lipca 2001 pełnił funkcję podsekretarza stanu w Ministerstwie Sprawiedliwości, był jednym z najbliższych współpracowników ministra Lecha Kaczyńskiego. Odszedł z pracy w ministerstwie po jego zdymisjonowaniu.
W 2001 był współtwórcą Prawa i Sprawiedliwości. W tym samym roku został wybrany do Sejmu IV kadencji z okręgu krakowskiego. Zasiadał w komisji śledczej zajmującej się tzw. aferą Rywina. Był autorem raportu stwierdzającego, że odpowiedzialność za nieprawidłowości związane z pracami nad nowelizacją ustawy o radiofonii i telewizji ponoszą premier Leszek Miller, wiceminister kultury i szefowa doradców premiera Aleksandra Jakubowska, minister Lech Nikolski, prezes TVP Robert Kwiatkowski oraz sekretarz Krajowej Rady Radiofonii i Telewizji Włodzimierz Czarzasty. Zostali oni zaliczeni do tzw. grupy trzymającej władzę. 24 września 2004 Sejm przyjął ten raport jako ostateczny raport komisji śledczej. Żadnej z tych osób, także po utracie władzy przez SLD, nie zostały postawione żadne prokuratorskie zarzuty. W 2008 prokurator umorzył postępowanie wobec przedawnienia karalności.
W wyborach samorządowych 27 października 2002 ubiegał się jako kandydat PiS o stanowisko prezydenta Krakowa (nie wszedł do drugiej tury). W wyborach parlamentarnych w 2005 ponownie uzyskał mandat posła z okręgu krakowskiego, zdobywając 120 188 głosów, uzyskując tym samym najwięcej głosów w okręgu. Był szefem kampanii wyborczej Lecha Kaczyńskiego ubiegającego się o urząd Prezydenta RP.

#### Lata 2005–2007

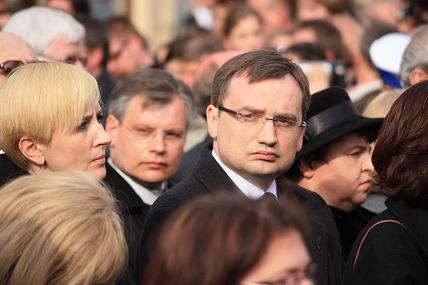
Zbigniew Ziobro w czasie uroczystości pogrzebowych Lecha i Marii Kaczyńskich (2010); z lewej Agata Kornhauser-Duda

31 października 2005 został powołany na stanowisko ministra sprawiedliwości i prokuratora generalnego w rządzie Kazimierza Marcinkiewicza. Stanowiska te zachował również w rządzie Jarosława Kaczyńskiego. Z urzędu w tym czasie zasiadał w Krajowej Radzie Sądownictwa. W 2006 otrzymał tytuł Człowieka Roku tygodnika „Wprost”.
14 lutego 2007 na specjalnej konferencji prasowej minister sprawiedliwości i jednocześnie prokurator generalny Zbigniew Ziobro oraz szef Centralnego Biura Antykorupcyjnego Mariusz Kamiński, przedstawiając okoliczności zatrzymania Mirosława G., szefa Kliniki Kardiochirurgii Szpitala MSWiA, poinformowali, że prokurator przedstawił lekarzowi 20 zarzutów, w tym zarzut zabójstwa w zamiarze ewentualnym. Wypowiedź Zbigniewa Ziobry z tej konferencji (w szczególności słowa już nikt nigdy przez tego pana życia pozbawiony nie będzie) stała się przyczyną wytoczenia mu przez zatrzymanego procesu cywilnego, który lekarz wygrał w obu instancjach. Na mocy orzeczenia Sądu Apelacyjnego w Krakowie z grudnia 2008 były minister sprawiedliwości został zobowiązany do publicznych przeprosin oraz uiszczenia zadośćuczynienia. W 2009 Sąd Najwyższy odmówił przyjęcia skargi kasacyjnej. Kardiolog nigdy nie został oskarżony o zabójstwo, w 2011 rozpoczął się natomiast jego proces karny o nieumyślne spowodowanie śmierci jednego z pacjentów. W 2013 Mirosław G. został przez sąd uznany za winnego części zarzucanych mu czynów korupcyjnych i skazany nieprawomocnie na łączną karę jednego roku pozbawienia z warunkowym zawieszeniem jej wykonania na okres dwóch lat próby oraz na karę grzywny.
W sierpniu 2007 Zbigniew Ziobro został pomówiony przez Andrzeja Leppera o to, jakoby był źródłem przecieku w sprawie akcji CBA w Ministerstwie Rolnictwa (tzw. afera gruntowa). W sierpniu 2010 Andrzej Lepper został oskarżony o składanie fałszywych zeznań w tej sprawie, a były minister sprawiedliwości otrzymał w tej sprawie status oskarżyciela posiłkowego.
Wniosek posłów SLD z 28 sierpnia 2007 o postawienie go przed Trybunałem Stanu nie został rozpatrzony do końca ówczesnej kadencji. 7 września 2007 na wniosek Prezesa Rady Ministrów został odwołany z urzędu ministra sprawiedliwości i prokuratora generalnego. Objął stanowisko sekretarza stanu w Ministerstwie Sprawiedliwości. 11 września 2007 ponownie powołano go na poprzednie stanowiska.

#### Lata 2007–2015
W wyborach parlamentarnych w 2007 otrzymał ponownie najwięcej głosów w okręgu krakowskim (164 681). 12 stycznia 2008 objął funkcję wiceprezesa Prawa i Sprawiedliwości.
W 2008 prokurator wystąpił o uchylenie jego immunitetu celem przedstawienia mu zarzutu przekroczenia uprawnień w związku z udostępnieniem Jarosławowi Kaczyńskiemu części akt sprawy tzw. mafii paliwowej w okresie urzędowania. 3 września tego samego roku Zbigniew Ziobro zrzekł się immunitetu poselskiego. 4 listopada 2009 śledztwo przeciwko niemu zostało jednak umorzone z powodu braku danych dostatecznie uzasadniających popełnienie przestępstwa.
W wyborach do Parlamentu Europejskiego w 2009 został wybrany w okręgu wyborczym Kraków na eurodeputowanego. Otrzymał 335 933 głosy, co stanowiło drugi wynik w kraju (za Jerzym Buzkiem z PO). W PE zasiadł w Komisji Prawnej. 24 lipca 2010 został ponownie wybrany na jednego z wiceprezesów Prawa i Sprawiedliwości.
W 2010 wytoczył proces cywilny o ochronę dóbr osobistych Biance Mikołajewskiej i wydawcy pisma „Polityka” w związku z tekstem Jak PiS zbierał haki, w którym – powołując się na relacje i zeznania byłego szefa MSWiA Janusza Kaczmarka – wskazano, jakoby Zbigniew Ziobro jako minister sprawiedliwości szczególnie interesował się postępowaniami prokuratorskimi, w których przewijały się nazwiska polityków. Proces ten rozpoczął się w 2011 przed Sądem Okręgowym w Gdańsku.
4 listopada 2011 komitet polityczny PiS zdecydował o jego wykluczeniu z partii, razem z nim usunięto także Tadeusza Cymańskiego i Jacka Kurskiego. Trzy dni później grupa kilkunastu parlamentarzystów Prawa i Sprawiedliwości (w mediach określana mianem „ziobrystów”) utworzyła odrębny od PiS klub parlamentarny pod nazwą Solidarna Polska. Działacze skupieni wokół Zbigniewa Ziobry utworzyli również partię o tej nazwie, której kongres założycielski odbył się 24 marca 2012, a Zbigniew Ziobro został wybrany na prezesa ugrupowania. Partia przyjęła pełną nazwę „Solidarna Polska Zbigniewa Ziobro”. 14 grudnia 2013 ponownie wybrany na prezesa tej partii. W maju 2014 z listy swojego ugrupowania bez powodzenia ubiegał się o europarlamentarną reelekcję. W lipcu tego samego roku jego partia nawiązała współpracę z Polską Razem (tworząc wspólny klub parlamentarny Sprawiedliwa Polska), a następnie także z PiS.
W listopadzie 2012 grupa posłów Platformy Obywatelskiej złożyła wniosek wstępny o pociągnięcie Zbigniewa Ziobry do odpowiedzialności konstytucyjnej i karnej przed Trybunałem Stanu. Zawierał on osiem zarzutów m.in. podejmowanie działań mających na celu wszczęcie i prowadzenie postępowań karnych przeciwko osobom typowanym według kryterium przekonań politycznych, wykonywanie uprawnień zwierzchnich względem ministra spraw wewnętrznych i administracji, komendanta głównego Policji, szefa Centralnego Biura Antykorupcyjnego oraz szefa Agencji Bezpieczeństwa Wewnętrznego polegających na żądaniu udzielania informacji o podejmowanych działaniach i wydawaniu wiążących poleceń, a także wyrażenie pisemnej zgody na wnioski szefa CBA w sprawie przeprowadzenia kontroli operacyjnej wobec Andrzeja Leppera i innych osób, mimo że nie popełniły one przestępstw z katalogu określonego z ustawie o CBA, ani też nie podjęły innych czynności dających możliwość prowadzenia wobec nich takich działań. W lipcu 2015 Komisja Odpowiedzialności Konstytucyjnej po przeprowadzeniu postępowania dowodowego uznała za zasadne sześć z ośmiu sformułowanych przez wnioskodawców zarzutów i wniosła o pociągnięcie Zbigniewa Ziobry do odpowiedzialności przed Trybunałem Stanu. 25 września 2015, podczas 101. posiedzenia Sejmu, za uchwałą w tej sprawie głosowało 271 posłów, przy 152 przeciw i 2 wstrzymujących się. Wobec nieuzyskania większości 3/5 ustawowej liczby posłów wynoszącej 276, zgodnie z art. 13 ust. 3 ustawy o Trybunale Stanu marszałek Sejmu stwierdziła umorzenie postępowania w tej sprawie.

#### Działalność od 2015
W wyborach parlamentarnych w 2015 Zbigniew Ziobro został zarejestrowany na ostatniej pozycji listy Prawa i Sprawiedliwości w okręgu kieleckim. Uzyskał mandat posła VIII kadencji, otrzymując 67 238 głosów. 16 listopada tego samego roku powołany na ministra sprawiedliwości w rządzie Beaty Szydło.
Po uchwaleniu z inicjatywy PiS ustawy, na mocy której ponownie podporządkowano prokuraturę administracji rządowej i połączono urzędy ministra sprawiedliwości oraz prokuratora generalnego, 4 marca 2016 Zbigniew Ziobro ponownie został prokuratorem generalnym.
9 grudnia 2017 został ponownie wybrany przez kongres na prezesa Solidarnej Polski. 11 grudnia 2017 został powołany na ministra sprawiedliwości w nowo utworzonym rządzie Mateusza Morawieckiego.
Jako minister sprawiedliwości zaangażował się w kreowanie zmian w sądownictwie, które legły u podstaw m.in. zapoczątkowanego w 2017 kryzysu wokół Sądu Najwyższego, który doprowadził do wieloletniego konfliktu Polski z Unią Europejską i blokowania przez Komisję Europejską wypłaty środków dla Polski z Funduszu Odbudowy w ramach Krajowego Planu Odbudowy.
W latach 2017–2018 odwołał bez uzasadnienia i prawa do odwołania do sądu ok. 150 prezesów i wiceprezesów sądów, zastępując ich swoimi nominatami. Pozwalały mu na to przepisy przejściowe Ustawy o sądach powszechnych z 12 lipca 2017. W wyroku z 29 czerwca 2021 ETPC przyznał dwojgu usuniętym przez Ziobrę ze stanowisk wiceprezesów sędziom Sądu Okręgowego w Kielcach po 20 tys. euro za naruszenie art. 6 EKPC.
W lipcu 2020 wniósł sprzeciw od decyzji ministra spraw wewnętrznych i administracji o wpisie Reformowanego Kościoła Katolickiego do rejestru Kościołów i innych związków wyznaniowych z zamiarem delegalizacji tej wspólnoty religijnej. Była to pierwsza tego typu inicjatywa ministra sprawiedliwości i prokuratora generalnego, która w ocenie dra hab. Pawła Boreckiego z Zakładu Prawa Wyznaniowego Uniwersytetu Warszawskiego została uznana za nadużycie uprawnień. W tym samym miesiącu Zbigniew Ziobro zapowiedział zainicjowanie prac nad wypowiedzeniem konwencji stambulskiej, stwierdzając, że „polskie prawo spełnia wszystkie wymagania, które są określone w konwencji stambulskiej w zakresie ochrony kobiet wobec przemocy”, oraz że dokument zawiera treści o „charakterze ideologicznym”, które zostały uznane przez Ministerstwo Sprawiedliwości za szkodliwe.
Kontrola NIK w 2021 wykazała liczne nieprawidłowości w wydawaniu środków z Funduszu Sprawiedliwości, którego dysponentem był wtedy Ziobro jako minister sprawiedliwości.
W 2023 odnowił mandat poselski, kandydując z listy Prawa i Sprawiedliwości w okręgu rzeszowskim. W grudniu tego samego roku zawiesił aktywność polityczną w związku z chorobą. Obowiązki kierowania Suwerenną Polską przejął Patryk Jaki, który 12 października 2024 wprowadził partię w skład PiS. W partii tej przewidziano dla Zbigniewa Ziobry miejsce wiceprezesa po jego powrocie do aktywności politycznej, na które został wybrany podczas kongresu PiS w czerwcu 2025. 
Na mocy ugody zawartej 11 lutego 2025 przed Sądem Okręgowym w Warszawie prokurator generalny Adam Bodnar został zobowiązany do przeproszenia prokuratora Krzysztofa Parchimowicza za bezprawne szykany naruszające jego dobra osobiste, których doznał od prokuratora generalnego Zbigniewa Ziobry i podległych mu organów, oraz do wpłaty 30 tys. zł na rzecz WOŚP.
W wyniku ugody zawartej 19 marca 2025 przed Sądem Okręgowym w Warszawie minister sprawiedliwości/prokurator generalny Adam Bodnar został zobowiązany do przeproszenia byłego sędziego Wojciecha Łączewskiego za wypowiedzi Ziobry na konferencjach prasowych godzące w jego dobra osobiste w zamian za zrzeczenie się roszczeń wobec Skarbu Państwa.
Jest znany ze skrajnie eurosceptycznych poglądów.

## Wyniki wyborcze
| Wybory | Komitet wyborczy                  | Komitet wyborczy                  | Organ                              | Okręg            | Wynik           |
| ------ | --------------------------------- | --------------------------------- | ---------------------------------- | ---------------- | --------------- |
| 2001   |                                   | Prawo i Sprawiedliwość            | Sejm IV kadencji                   | nr 13            | 36 309 (8,37%)  |
| 2002   | Prezydent Miasta Krakowa          | Prawo i Sprawiedliwość            | –                                  | 25 859 (12,93%)  |                 |
| 2005   | Sejm V kadencji                   | Prawo i Sprawiedliwość            | nr 13                              | 120 188 (28,59%) |                 |
| 2007   | Sejm VI kadencji                  | Prawo i Sprawiedliwość            | nr 13                              | 164 681 (29,33%) |                 |
| 2009   | Parlament Europejski VII kadencji | Prawo i Sprawiedliwość            | nr 10                              | 335 933 (36,06%) |                 |
| 2014   |                                   | Solidarna Polska Zbigniewa Ziobro | Parlament Europejski VIII kadencji | nr 10            | 60 763 (6,64%)  |
| 2015   |                                   | Prawo i Sprawiedliwość            | Sejm VIII kadencji                 | nr 33            | 67 238 (14,35%) |
| 2019   | Sejm IX kadencji                  | Prawo i Sprawiedliwość            | 115 903 (20,34%)                   | nr 33            |                 |
| 2023   | Sejm X kadencji                   | Prawo i Sprawiedliwość            | nr 23                              | 74 592 (11,07%)  |                 |

## Życie prywatne
Syn Jerzego Ziobry i Krystyny z domu Kornickiej. Dzieciństwo i okres szkolny spędził w Krynicy. Matka została stomatologiem. Jego ojciec był lekarzem i dyrektorem krynickiego sanatorium, należał do PZPR do 1990 roku (do rozwiązania partii), a od 1980 także do NSZZ „Solidarność”. Wnuk Ryszarda Kornickiego, oficera AK i żołnierza WiN, prawnuk Władysława Kornickiego. Jest żonaty z dziennikarką Patrycją Kotecką. Mają dwóch synów, Jana (ur. 2011) i Andrzeja (ur. 2015). Ma brata Witolda.
W 2023 zdiagnozowano u niego raka przełyku.

## Sprawa śmierci Jerzego Ziobry
22 czerwca 2006 do Szpitala Uniwersyteckiego w Krakowie trafił w związku z chorobą kardiologiczną Jerzy Ziobro, ojciec Zbigniewa Ziobry, ówczesnego ministra sprawiedliwości. Zabieg na sercu pacjenta przeprowadził prof. Dariusz Dudek. Mimo pozytywnego przebiegu operacji, Jerzy Ziobro zmarł 2 lipca 2006.
Rodzina zmarłego, w tym minister Zbigniew Ziobro, zarzuciła grupie lekarzy, m.in. prof. Dariuszowi Dudkowi oraz prof. Jackowi Dubielowi (ordynatorowi kliniki, w której przebywał Jerzy Ziobro), błędy w diagnozie i sposobie leczenia, które miały przyczynić się do śmierci pacjenta. Krewni Jerzego Ziobry złożyli do prokuratury wniosek o wszczęcie postępowania przeciwko czterem lekarzom w związku z podejrzeniem narażenia pacjenta na utratę zdrowia i życia. W kwietniu 2008 prokuratura umorzyła postępowanie, opierając się na opinii biegłych z Katedry Zakładu Medycyny Sądowej w Łodzi, według których lekarzom operującym Jerzego Ziobrę nie można było zarzucić nieumyślnego, ani tym bardziej umyślnego narażenia pacjenta na utratę zdrowia i życia; zaś śmierci pacjenta nie dało się zapobiec.
Rodzina Ziobrów prywatnie zamówiła ekspertyzę, którą sporządził prof. Ferdinand Leya. Jej wnioski były odmienne od wniosków opinii zamówionej przez prokuraturę. Choć waga procesowa opinii zleconej prywatnie nie mogła być równa z ekspertyzami biegłych działających na zlecenie publiczne, rodzina Jerzego Ziobry zaskarżyła decyzję prokuratury do sądu. Sąd nakazał ponowne rozpatrzenie sprawy. W uzasadnieniu sąd nie sugerował, że lekarze popełnili błędy; zażądał jednak od śledczych poszerzenia materiału dowodowego. Następujące po tym śledztwo prokuratury trwało trzy lata, aż do czerwca 2011, gdy śledczy ponownie stwierdzili, że brak podstaw do postawienia lekarzom zarzutów.
Krystyna Kornicka-Ziobro (wdowa po Jerzym Ziobrze) oraz jej synowie: Zbigniew i Witold, wnieśli do sądu akt oskarżenia przeciwko lekarzom z powództwa prywatnego. Gdy sąd nie uznał ich roszczeń, krewni Jerzego Ziobry zwrócili się do prokuratora generalnego Andrzeja Seremeta z wnioskiem o wniesienie kasacji do Sądu Najwyższego. Prokurator generalny przychylił się do ich prośby i wniósł kasację, którą Sąd Najwyższy rozpatrzył pozytywnie. Według mecenasa Krzysztofa Bachmińskiego, który był w procesie obrońcą prof. Jacka Dubiela, „Sąd Najwyższy, wydając wyrok, nie dysponował aktami tej sprawy. I sam przyznał to w trakcie rozprawy”.
W 2013 rozpoczął się z powództwa prywatnego proces czterech lekarzy z Krakowa oskarżonych o narażenie Jerzego Ziobry na bezpośrednie zagrożenie utraty zdrowia i życia. W trakcie procesu, powołani przez sąd biegli ze Śląskiego Uniwersytetu Medycznego w Katowicach potwierdzili wcześniejsze ustalenia działających na zlecenie prokuratury ekspertów z Łodzi i nie stwierdzili winy kardiologów, wskazując, że Jerzy Ziobro zmagał się z ostrym zespołem wieńcowym, czyli chorobą śmiertelną, oraz podkreślając „wzorowe i profesjonalne zachowanie krakowskich lekarzy”. Według biegłych „schorzenie pacjenta było na tyle poważne, że mogło doprowadzić do zgonu niezależnie od wprowadzonej metody leczenia”.
W 2016, niecały rok po wyborach parlamentarnych, w których władzę objęło Prawo i Sprawiedliwość, a poseł jego klubu Zbigniew Ziobro ponownie został ministrem sprawiedliwości i prokuratorem generalnym – prokuratura, która wcześniej sama dwukrotnie umarzała postępowanie (w 2008 i 2011) – wystąpiła przeciwko czterem oskarżonym lekarzom z Krakowa, dołączając do oskarżycieli prywatnych i odtąd sprawa toczyła się w trybie oskarżenia publicznego.
Zbigniew Ziobro zasugerował istnienie biznesowo-towarzyskiego układu między oskarżonymi kardiologami a biegłymi ze Śląskiego Uniwersytetu Medycznego w Katowicach, którzy wydawali opinie niekorzystne dla oskarżycieli, co miało wpłynąć na rzekomą nierzetelność wydanych ekspertyz. Równocześnie minister nie przedstawił żadnych dowodów na istnienie takiego układu. W lipcu 2016 prokuratura wszczęła postępowanie w sprawie wyłudzenia przez biegłych trzystu siedemdziesięciu tysięcy złotych, czyli kosztu, jaki poniósł Skarb Państwa za przygotowaną przez biegłych opinię uzupełniającą. Według doniesień medialnych, doktorzy i profesorowie kardiologii, którzy byli autorami ekspertyzy, znaleźli się pod ścisłym nadzorem policji, która składała im wizyty wczesnym rankiem.
Zbigniew Ziobro w jednej z publicznych wypowiedzi odniósł się do orzekającej w procesie sędzi Agnieszki Pilarczyk, stwierdzając: „Musimy znaleźć sposób, by z niektórymi sędziami rozmawiać inaczej”. Część komentatorów uznało tę wypowiedź za dyskredytującą wobec sędzi. Krystyna Kornicka-Ziobro w trakcie wystąpienia na sali sądowej stwierdziła, że „sędzia Pilarczyk stała się stroną w tej sprawie i definitywnie przestała pełnić rolę bezstronnego sędziego. A to ostatecznie dyskwalifikuje ją w tym procesie”. Zbigniew Ziobro stwierdził, że w trakcie procesu sędzia Pilarczyk „złamała prawo”, „naruszyła zasadę równości stron” i „nie była obiektywna”. Przed zamknięciem przewodu sądowego Krystyna Kornicka-Ziobro wniosła do prokuratury zawiadomienie o podejrzeniu popełnienia przestępstwa przez sędzię Agnieszkę Pilarczyk. Pełnomocnicy rodziny Ziobrów złożyli wówczas wniosek o wyłączenie sędzi z orzekania w procesie. Kilka dni później sąd w innym składzie orzekł, że brak podstaw do wyłączenia sędzi z orzekania. Prof. Andrzej Zoll stwierdził, że „prokuratura podejmowała bezprecedensowe próby wpłynięcia na decyzję sądu” poprzez „skoordynowane działanie, mające na celu niedopuszczenie do wydania wyroku”, co określił jako „niedopuszczalne”.
Pełnomocnicy rodziny Ziobrów oraz sam Witold Ziobro w wystąpieniach końcowych żądali kary pozbawienia wolności dla czworga oskarżonych lekarzy, jednak 10 lutego 2017 sąd uniewinnił oskarżonych od wszystkich stawianych im zarzutów. Uzasadniając wyrok, sędzia stwierdziła, że „powikłania zdrowotne [u Jerzego Ziobry] należy uznać za niepowodzenie lecznicze mieszczące się w granicach przyjętego ryzyka”.
Profesor Dariusz Dudek, po zapadnięciu tego wyroku, nazwał serię procesów „obławą”, w której „aparat państwa zaczął nas osaczać w zasadzie z każdej strony”, „wciągnął w sprawę kilkadziesiąt osób” oraz stworzył „akt oskarżenia zawierający masę manipulacji”, „napisany bardzo agresywnie, starający się pokazać zmowę lekarzy zawartą przeciwko życiu pana Jerzego”. Dariusz Dudek stwierdził, że „każdego dnia” lekarze „zabiegali o (...) dobro” pacjenta. Kardiolog zauważył, że według oskarżycieli „od samego przyjęcia pana Jerzego Ziobry do kliniki [lekarze] mieli mieć zamiar narażenia go na niebezpieczeństwo”, nawet wówczas, gdy znajdowali się w domu, kilka dni po zabiegu. Według profesora sprawa ta uderzyła „nie tylko w (...) oskarżonych, ale w całą polską medycynę”.
Profesor Jacek Dubiel, odnosząc się do stawianych mu zarzutów, stwierdził, że „nie poczuwa się do (...) winy” i ma „czyste sumienie”. Stwierdził, że przez kilkadziesiąt lat pracy jako szef kliniki kardiologii Szpitala Uniwersyteckiego zawsze kierował się „najlepszym interesem chorego” i całą wiedzą „na temat problemu, który ma rozwiązać”, a jedyną jego winą jest to, że „w ciągu 50 lat pracy w zawodzie lekarza nie poznał wszystkich tajemnic biologii”. Jacek Dubiel, cytując łacińską sentencję plus ratio quam vis (tzn.: więcej znaczy rozum niż siła; motto UJ), stwierdził, że w kontekście oskarżeń formułowanych przez rodzinę Jerzego Ziobry, „siła władzy miała okazać się większa niż siła umysłu i racji”, a jego historia pokazała, że „każdy dobry uczynek musi być przykładnie ukarany”. Profesor Dubiel stwierdził, że „prawna batalia z rodziną Ziobrów zmieniła jego życie”. W 2017 złożył wymówienie z pracy w związku z atmosferą „nagonki na szpital i lekarzy”.
Dziennikarz Sławomir Zagórski uznał sprawę profesorów, oskarżanych o spowodowanie śmierci Jerzego Ziobry, za element „nagonki na lekarzy podejrzanych o popełnienie błędu medycznego”. Stwierdził, że „gdyby coś takiego przydarzyło się zwykłemu lekarzowi, byłoby to równoznaczne z kompletną dewastacją kariery”.
Po wyroku uniewinniającym w pierwszej instancji rodzina Jerzego Ziobry oraz prokuratura wniosły apelacje do Sądu Okręgowego w Krakowie. Proces ruszył 30 listopada 2017. Jeszcze w listopadzie Sąd Okręgowy w Krakowie wystąpił z wnioskiem do Sądu Najwyższego o przekazanie sprawy do innego miasta z uwagi na „dobro wymiaru sprawiedliwości”, co niektórzy obserwatorzy zinterpretowali jako próbę uniknięcia przez krakowski sąd nacisków politycznych. Sąd Najwyższy odrzucił wniosek sądu okręgowego.
Do stycznia 2020 roku, w ramach postępowania apelacyjnego odbyło się 26 rozpraw. W 19 z nich uczestniczyli biegli sądowi, wzywani na wniosek strony oskarżającej, którzy odpowiadali na pytania prokuratury i rodziny Jerzego Ziobry o wydane wcześniej przez siebie opinie korzystne dla kardiologów. W ocenie mecenasa Krzysztofa Bachmińskiego (reprezentanta prof. Dariusza Dudka) oraz mecenasa Radosława Baszuka postępowanie trwa niespotykanie długo jak na postępowanie apelacyjne. Ponadto przez prokuraturę zostały wszczęte trzy śledztwa dotyczące Szpitala Uniwersyteckiego w Krakowie, w którym leczono Jerzego Ziobrę. W związku z dwoma z nich Narodowy Fundusz Zdrowia na zlecenie prokuratury rozpoczął kontrolę dwóch oddziałów kardiologicznych, w tym oddziału, gdzie leczono Jerzego Ziobrę. Według ustaleń mediów NFZ otrzymał zadanie skontrolowania 14,5 tysiąca kart pacjentów, a zakres kontroli określono na okres 13 lat.